# Participación ciudadana
La participación ciudadana es la intervención de la  ciudadanía en la toma de decisiones respecto al manejo de los recursos y las acciones que tienen un impacto en el desarrollo de sus comunidades. Es un legítimo derecho de los ciudadanos y para facilitarla se requiere de un marco legal y de mecanismos democráticos que propicien las condiciones para que las personas y las organizaciones de diversos sectores de la sociedad hagan llegar su voz y sus propuestas a todos los niveles del gobierno. 
El término participación social o ciudadana puede ser conceptualista desde diferentes perspectivas teóricas, así puede referirse a los modos de fundamentar la legitimidad y el consenso de una determinada población, por ejemplo: la participación democrática también puede referirse a los modos de luchar contra las condiciones de desigualdad social y para cuya superación se necesita impulsar la participación. En la mayoría de las definiciones de participación ciudadana, existen elementos en común: una mediación entre sociedad y gobierno para que los distintos sujetos sociales intervengan, con base en sus diversos intereses y valores, los cuales influyen en políticas públicas y en las estructuras de gobierno, fundamentándose en el reclamo del derecho a la intervención en los asuntos que les competen.
El Estado, al asumir los problemas e intereses de la sociedad, tiene la tarea de generar políticas eficaces de desarrollo en diferentes ámbitos, considerando el derecho de la ciudadanía para potenciar sus capacidades de control y responsabilidad, ya que el desarrollo de una nación democrática se logrará únicamente con activa participación de todos los sectores de la sociedad. Aquí es donde entran los "valores de la participación ciudadana", que se clasifican en 3 Partes: responsabilidad, solidaridad, tolerancia.
Una ciudadanía bien informada sobre los problemas de la comunidad podrá participar activamente en el logro del bienestar presente y futuro, ya sea colaborando con acciones simples hasta involucrarse y ejercer sus derechos en favor de la solución de los problemas, poniendo en práctica los valores de la participación ciudadana, pues una sociedad responsable, solidaria y tolerante es una sociedad justa en todos los sentidos. Por ejemplo, algunos sectores de la sociedad son los siguientes: mujeres, niños y jóvenes, campesinos, pueblos indígenas, trabajadores y sindicatos, ONG, comerciantes e industriales, universidades y profesionistas. 
La participación ciudadana es continuamente seguida por su lado opuesto, que es el abstencionismo. El desánimo y la desconfianza puede ser generalizada entre la población por la falta del contacto institucional con la sociedad, es decir por la falta del trato directo institucional social. La Declaración Universal de los Derechos Humanos en su artículo 21 indica que toda persona tiene derecho a participar en el gobierno de su país, directamente o por medio de representantes libremente escogidos. Y en su artículo 29 indica que toda persona tiene deberes respecto a la comunidad, puesto que solo en ella puede desarrollar libre y plenamente su personalidad. Estos artículos muestran claramente que la participación y el desarrollo son derechos y deberes que impulsan la personalidad de cada persona habitante de este país.

## Participación social, comunitaria, política y ciudadana
- La participación social es la asociación de individuos para el logro de determinados objetivos.[3][4]

- La participación comunitaria se instala en el campo de las actividades asistenciales propias del mundo de lo no estatal.[4]

- La participación política se refiere a los ciudadanos que son parte de las organizaciones de representación social y de las instituciones del sistema político.

- La participación ciudadana es aquella donde la sociedad tiene relación directa con el Estado;[5] relación que pone en juego el carácter público de la actividad estatal;[4] se manifiesta a través de las ONG las cuales pugnan (lucha o enfrentamiento especialmente de tipo ideológico) por ciertos temas sociales, sin sustituir en las funciones del gobierno sino evaluando, cuestionando o apoyando las decisiones tomadas (véase:lobby). También puede proponerse a través de la discusión de temas de importancia de los ciudadanos en foros organizados o por otras vías para llegar a un consenso.[3]

La diferencia entre participación ciudadana y la comunitaria y social es que a pesar de que las dos últimas hablen de un tipo de interacción especial entre la sociedad y el estado, sus objetivos tienen un enfoque en el plano social. En el caso de la participación ciudadana esta se origina y despliega en el plano social y estatal.
Se busca fomentar cada vez a las nuevas generaciones a que participen, ya que la participación de los ciudadanos, ya sea social, política, comunitaria o ciudadana es de suma importancia debido a que de esta forma se establece el tipo de sociedad y de convivencia que existirá entre los ciudadanos. Además de esto, mediante la participación, se pueden lograr cambios significativos a favor de todos los ciudadanos.
Según Abel Pérez Rojas, la participación social es un "proceso de formación permanente por el cual las personas aprenden a resolver sus problemas sociales y a su vez progresan en sus propios procesos educativos".
La mayoría de la población joven no desea involucrarse en la participación electoral pues no creen que las instituciones sean de confianza. Resultados de un estudio en el estado de México mostraron que alrededor del 60% de la juventud mexiquense piensa que vale la pena ir a votar, en tanto que el restante se concentró en opciones “no vale la pena ir a votar” (25%), “depende” (8.5%), situándose el porcentaje restante en “no sabe” y “no contestó”.
Sin embargo, para promover un buen ejercicio de participación ciudadana es importante incluir a la población infantil, debido a que esta fomenta valores de convivencia y diálogo libre al entorno donde se desarrolla, promoviendo valores de equidad, respeto y tolerancia en la sociedad adulta. De esta forma, se convierte en un hábito que debe desarrollarse a lo largo de nuestra vida para contribuir a la acción social. Por ejemplo: En los últimos años Chile ha incentivado la participación infantil desde procesos participativos utilizados como insumo para el diseño de la Política Nacional de Infancia
Últimamente, organismos estatales forman consejos ciudadanos para la administración o evaluación de las políticas públicas, formados de ciudadanos interesados y expertos independientes.
En la teoría democrática contemporánea la participación ciudadana tiene la función de moderar o influir en el ejercicio del poder político desde la estructura del Estado mediante la expresión de preferencias y demandas de los diversos sectores de la sociedad.
El objetivo de la participación ciudadana es lograr una sociedad más democrática, incluyente y representativa de los ciudadanos. También es importante asegurar la participación de la sociedad para garantizar procesos justos y efectivos de transparencia y rendición de cuentas. El desacuerdo con las decisiones o procesos democráticos puede llevar a una búsqueda de nuevas formas de participación, lo cual crea un ambiente más representativo de la sociedad.
La participación ciudadana se asocia con mecanismos de democracia directa, por ejemplo iniciativa de ley, referéndum, plebiscito, consulta pública, revocación del mandato, así como la integración de consejos ciudadanos en organismos públicos para el diseño o reorientación de políticas públicas. La participación política en cambio se relaciona con el involucramiento de los ciudadanos en las estructuras formales de acceso y control de las posiciones de poder del Estado (partidos políticos, elecciones, integración del poder legislativo, contienda por el poder ejecutivo). La diferencia fundamental entre participación ciudadana y participación política es que la primera busca influir en la toma de decisiones públicas, mientras que la segunda busca los mecanismos de acceso al control del Estado.
Es importante conocer un poco más a fondo algunos de los mecanismos que son aceptados por la ley anteriormente mencionados.
- Iniciativa de ley o iniciativa popular.- La facultad con la que cuenta la ciudadanía para presentar al poder legislativo propuestas, que tienen como propósito la abrogación, adición o regulación de una ley en particular
- Referéndum.- Es una consulta realizada a través de una votación en donde se busca la aprobación o rechazo de textos legales, reglamentarios o constitucionales. De igual manera los votantes pueden ser convocados a fin de aprobar, modificar, adicionar o rechazar alguna propuesta de ley.[13]
- Plebiscito.- Se define como una consulta directa a los ciudadanos en materia política de gran importancia, ya sea aceptar o rechazar una propuesta que debido a la legitimidad que se necesita es necesario consultar al pueblo.

Algunos autores consideran que las condiciones para la participación ciudadana son:
1. El respeto al Estado de Derecho
2. Acceso a mecanismos institucionales
3. Acceso a información
4. Confianza de los ciudadanos en las instituciones democráticas
5. Interés por parte de las instituciones públicas y gubernamentales hacia la población.

Los instrumentos de participación ciudadana contribuyen a la democracia por medio de los efectos esperados de:
1. Mejorar la relación entre gobernantes y gobernados.
2. Fortalecer el sistema democrático representativo y participativo.
3. Garantizar derechos políticos y humanos.
4. Legitimar decisiones gubernamentales.
5. Consolidar la gobernanza, es decir, lograr que gobierno y sociedad actúen en conjunto.

La participación de ciudadanos en las decisiones públicas de forma individual o colectiva, (ej. por medio de organizaciones de la sociedad civil) no puede reclamar la representación legítima de la totalidad de los ciudadanos de una comunidad política, solamente "la de ciertos intereses materiales, programáticos, o ideológicos de los actores participantes, quienes sólo pueden apelar a una representación simbólica de causas o intereses generales al intervenir en la esfera pública".
Cuando no se encuentran mecanismos institucionales que permitan la interacción entre demandas ciudadanas y la toma de decisiones por parte del Estado los actores políticos pueden generar un problema de legitimidad desde la perspectiva de los actores civiles o ciudadanos, pues no cuentan con certidumbre o canales adecuados en la interacción con las formas de decisión del poder político formal.
Es muy importante establecer metas y valores a un grupo cuando se realiza una participación ciudadana de forma colectiva. De lo contrario se estaría ejerciendo una participación ciudadana negativa. Si los valores del grupo son democráticos, orientados políticamente de forma correcta y tolerantes hacia los demás entonces los miembros del grupo aprenderán valores democráticamente correctos y se volverán activos políticamente como beneficio para el grupo. Sin embargo si el grupo adopta una postura antidemocrática haciendo a un lado la política y siendo intolerante hacia las demás personas probablemente este grupo será desacoplado del sistema político.

## Elaboración participativa de normas
Los trámites participativos o las posibilidades de participar formalmente en los procesos de elaboración de normas dista entre unos países otros debido a su regulación específica:
En España la Ley 50/1997, de 27 de noviembre, del Gobierno, prevé dos trámites de participación en la elaboración de disposiciones reglamentarias y de anteproyectos de ley. Por un lado, la consulta previa antes de la elaboración de un borrador de norma, y por otro lado, la audiencia e información pública, cuando ya existe un texto articulado. Ambos trámites se sustancian principalmente a través de las páginas web de los Ministerios responsables de la elaboración de cada norma. La evaluación de ambos trámites en el ámbito de la Administración General del Estado muestra que principalmente participan organizaciones y que los ciudadanos apenas utilizan estos trámites.
En Argentina la elaboración participativa de normas es un mecanismo para que los interesados den sus opiniones y propuestas sobre proyectos de normas administrativas del Poder Ejecutivo Nacional y proyectos de ley que el Poder Ejecutivo Nacional quiere elevar al Congreso de la Nación, y tiene como finalidad lograr la participación de los ciudadanos en la elaboración de normas. Pueden participar todas las personas, empresas y asociaciones, públicas o privadas, que tengan un derecho o interés en el tema que debe decidirse, quienes se enteran de la apertura del procedimiento de elaboración participativa de normas a través del Boletín Oficial, de la página de internet de la autoridad que convoca o de la publicación en algún diario de circulación nacional o especializado en el tema.
Las personas o empresas que quieran intervenir en el procedimiento de elaboración participativa de normas pueden consultar el expediente en el que deben estar incluidas las opiniones y propuestas que se hayan presentado, pueden sacar copias, se debe anotar en un Registro para la incorporación de opiniones y propuestas, tiene que presentar sus propuestas u opiniones por escrito y puede enviar comentarios informales a la casilla de correo electrónico que le indique la autoridad responsable.
Las opiniones de los participantes no son obligatorias para el organismo, pero deben estar en el expediente. Al finalizar el plazo para recibir opiniones y propuestas, la autoridad responsable debe dejar constancia en el expediente de la cantidad de opiniones y propuestas recibidas, debe decir cuáles opiniones incorporó al proyecto de norma y en los fundamentos de la norma se debe dejar constancia de la realización del procedimiento de elaboración participativa de normas.

### Participación digital municipal reciente en España
En los últimos años, diversos municipios han incorporado herramientas digitales y modelos participativos innovadores para fomentar la intervención ciudadana en la toma de decisiones locales.
Por ejemplo, en Castellón se lanzó en 2025 un proceso participativo denominado “Censal Parc”, mediante el cual cerca de 5 000 vecinos aportaron propuestas para diseñar un parque urbano. El proceso combinó encuestas digitales con consultas presenciales en mercados, colegios y asociaciones culturales, garantizando inclusión intergeneracional y diversidad de perfiles.
En Xàtiva (Comunidad Valenciana), el proceso de presupuestos participativos “Decideix Xàtiva 2025” permitió la selección de 11 propuestas, con 603 vecinos votando—predominantemente a través de plataformas electrónicas (403 votos digitales vs. 200 presenciales)—para proyectos de inversión y gasto corriente por cerca de 300 000 €. Esta experiencia se retoma después de siete años y evidencia el impacto de las herramientas electrónicas para fortalecer el compromiso ciudadano.
Asimismo, el Gobierno de Navarra en 2025 abrió a participación ciudadana un total de 50 planes y estrategias, mediante la plataforma digital “Participa Navarra”, habilitada también para entidades locales. El proceso integró formación para el personal público y mecanismos inclusivos para infancia y juventud, consolidando la participación como pilar del gobierno abierto regional.
También en la Comunidad de Madrid, el Ayuntamiento de Coslada sometió a consulta pública en julio de 2025 un nuevo reglamento municipal de participación ciudadana, incluyendo la creación de Asambleas de Barrio abiertas. El borrador se sometió a consulta ciudadana y contó con aportes de asociaciones locales, reflejando un enfoque más colaborativo y contextualizado.
Estos ejemplos muestran una tendencia creciente en España hacia mecanismos digitales y mixtos que combinan participación presencial y en línea, reforzando la transparencia, inclusión y corresponsabilidad en la acción pública local.